# 迪德奈姆
迪德奈姆（法語：Didenheim，法語發音：[didənaim]）是法国上莱茵省的一个旧市镇，属于米卢斯区。

## 地理
迪德奈姆（47°43'8"N, 7°18'3"E）面积4.44 平方千米，位于法国大東部大區上莱茵省，该省份为法国东部内陆省份，是阿尔萨斯的一部分，今与下莱茵省组成了阿尔萨斯欧洲集体，其北临下莱茵省，西接孚日省，西南接贝尔福地区省，东侧沿莱茵河与德国相望，南与瑞士接壤。
与迪德奈姆接壤的市镇（或旧市镇、城区）包括：米卢斯、奥克斯塔、下莫什维莱尔、布伦什塔特-迪德奈姆。

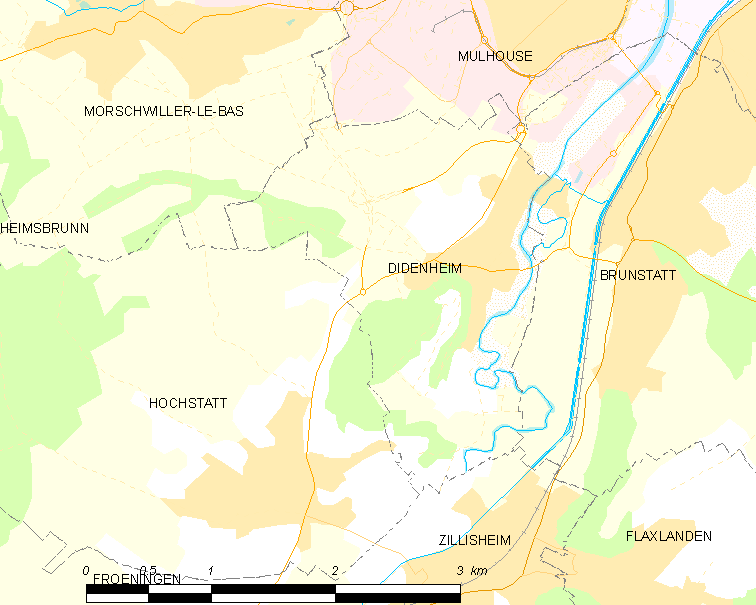
迪德奈姆的OSM定位图

迪德奈姆的时区为UTC+01:00、UTC+02:00（夏令时）。

## 行政
迪德奈姆的邮政编码为68350，INSEE市镇编码为68070。

## 政治
迪德奈姆所属的省级选区为布伦什塔特县。

## 人口

1962-2008年间迪德奈姆人口变化图示

迪德奈姆于2018年1月1日时的人口数量为1702人。